# Пяски (Плоцький повіт)
Пя́ски (пол. Piaski) — село в Польщі, у гміні Гомбін Плоцького повіту Мазовецького воєводства.
Населення — 38 осіб (2011).
У 1975—1998 роках село належало до Плоцького воєводства.

## Демографія
Демографічна структура станом на 31 березня 2011 року:
|          | Загалом | Допрацездатний вік | Працездатний вік | Постпрацездатний вік |
| -------- | ------- | ------------------ | ---------------- | -------------------- |
| Чоловіки | 18      | 1                  | 15               | 2                    |
| Жінки    | 20      | 4                  | 10               | 6                    |
| Разом    | 38      | 5                  | 25               | 8                    |